# Yangisunda parachoui
Yangisunda parachoui är en insektsart som beskrevs av Zhang, Huang och Shen 2003. Yangisunda parachoui ingår i släktet Yangisunda och familjen dvärgstritar. Inga underarter finns listade i Catalogue of Life.